# Acácio (futebolista)
Acácio Cordeiro Barreto, mais conhecido como Acácio (Campos dos Goytacazes, 24 de janeiro de 1959), é um ex-futebolista brasileiro que atuava como goleiro.
Destacou-se jogando pelo Club de Regatas Vasco da Gama, onde tornou-se ídolo.
Defendeu a Seleção Brasileira, dentre outras oportunidades, na Copa América de 1989.
Em 2014, após comandar o Americano de Campos, foi contratado pela Bradesco Esportes FM para atuar como comentarista, principalmente em partidas do Vasco. Também atua como comentarista do programa Os Donos da Bola na Rede Bandeirantes do Rio de Janeiro.

## Carreira

### Como jogador
Em sua carreira profissional (1978–1996) jogou pelo Americano Futebol Clube, Serrano Foot Ball Club, Club de Regatas Vasco da Gama, Madureira Esporte Clube e, em Portugal, pelo SC Beira-Mar. Pelo Vasco da Gama conquistou três campeonatos cariocas (1982, 1987, 1988) e um título brasileiro (1989). Pela seleção brasileira, jogou sete partidas em 1989, mas, após uma goleada para a Dinamarca, perdeu espaço para Cláudio Taffarel na seleção Brasileira. Fez parte da equipe que foi campeã da Copa América de 1989 e foi convocado para a Copa do Mundo de 1990 como reserva imediato de Taffarel.

#### 879 minutos
O ano de 1988 foi especialmente marcante para Acácio, que permaneceu 879 minutos sem sofrer gol pelo Vasco. Tal marca é o quarto maior tempo que um goleiro ficou sem levar gol no Campeonato Brasileiro.

### Treinador
Acácio ainda hoje vive no mundo do futebol: foi treinador de goleiros do Botafogo de Futebol e Regatas de 2002 a 2007. Nessa empreitada, inicou com destaque, tendo o goleiro Jefferson se destacado. Contudo, a partir de 2006, a irregularidade dos três goleiros do Botafogo, Max, Lopes e Júlio César, lhe renderam o cargo ao fim de Julho de 2007. Foi auxiliar técnico de Paulo César Gusmão no Ceará e Vasco da Gama. Em 2011, começou a carreira de treinador de futebol no Americano, clube que o revelou como jogador. meses depois acertou para ser o comandante do Olaria por onde ficou por pouco tempo. meses depois, retornou ao comando do Americano. e no início de 2013, retornando pela terceira vez ao comando do Americano.

## Títulos
Vasco da Gama
- Campeonato Brasileiro: 1989
- Campeonato Carioca: 1982, 1987 e 1988
- Taça Guanabara: 1986, 1987 e 1990
- Taça Rio: 1984 e 1988
- Copa TAP: 1987
- Copa Ouro (EUA): 1987
- Troféu Ramón de Carranza: 1987, 1988 e 1989
- Torneio de Metz (França): 1989
- Torneio Verão do Uruguai: 1982
- Taça Jerônimo Bastos: 1988
- Taça Cidade Juiz de Fora: 1986 e 1987
- Taça Adolpho Bloch: 1990

Seleção Carioca
- Campeonato Brasileiro de Seleções Estaduais: 1987

Seleção Brasileira
- Copa América de 1989